# Miami Horror
Miami Horror es una banda electropop natural de Melbourne, Australia. Formada por Benjamin Plant, Josh Moriarty, Aaron Shanahan y Daniel Whitechurch. También se puede referir al productor y fundador de la banda Benjamin Plant.

## Biografía
Influenciado por artistas dance-pop de los años 1970 y 1980 como New Order, Electric Light Orchestra y Michael Jackson, y el rock progresivo tales como Todd Rundgren, Supertramp y Pink Floyd, Miami Horror tomó influencia de artistas de tal nivel y los combinó con técnicas modernas de la producción. Benjamin Plant, líder de la banda, cuyo nombre real es Benjamin Vanguarde, comenzó el proyecto hace algunos años gracias a su obsesión por los teclados Roland.
En 2007, Ben Plant bajo el alias de “Miami Horror”, comenzó presentando una serie de remixes y bootlegs, entre ellos “Music Sounds Better with You” de Stardust o "Walking with a Ghost" de Tegan and Sara junto con artistas contemporáneos de Australia como Midnight Juggernauts y Grafton Primary. 
Plant comenzó su carrera musical a temprana edad, produciendo música en su hogar desde muy chico, a menudo llevó su DJ SET a fiestas en casas como también a clubes locales de Melbourne tales como Streetparty y Third Class. Desde su afirmación como productor realizó remixes para Pnau, The Presets, Bloc Party, Datarock y The Dirty Secrets en 2008. Miami Horror también ha colaborado con Gameboy/Gamegirl, una de las bandas de la escena electropop local de Melbourne en el año 2007 y produjeron el EP titulado "Golden Ghetto Sex", que incluía el sencillo "Sweaty Wet/Dirty Damp".
Siempre como Miami Horror, Plant hizo su debut comercial en 2008 lanzandó el EP “Bravado”, con cinco tracks. Incluye la canción "Don't Be On Her".
Poco después, se sumarían Josh Moriarty, (Peacocks, ex-Young & Restless) en guitarra, Aaron Shanahan en batería, y Daniel Whitechurch, en teclados, guitarra y bajo completando la formación actual.
La banda ha participado en los festivales Field Day, Big Day Out, Good Vibrations "Groovin The Moo" y Splendour in the Grass en el 2009. Además fue banda soporte de Phoenix, Simian Mobile Disco y Friendly Fires en el Tour de Australia en 2009 - 2010.
A finales de 2009, la banda gana una cierta popularidad con su primer sencillo “Sometimes”, lanzado como un sencillo independiente y más tarde incluido en su anticipado álbum debut, Illumination, lanzado el 20 de agosto de 2010 compuesto por 12 temas y cuenta con colaboraciones de la cantante neozelandesa Kimbra y el mexicano naturalizado estadounidense Alan Palomo (de Neon Indian). De su álbum debut se extrajeron varios sencillos como "Moon Theory" (lanzado 16 de abril de 2010), "I Look to You" y "Holiday".
En sus últimos conciertos, realizan una versión del clásico de los Talking Heads, “Once In a Life Time”.
Su segundo álbum de estudio All Possible Futures se lanzó el 21 de abril de 2015, alcanzando el número 65 en la lista de álbumes de Australia.
El 10 de septiembre de 2015 se confirma que su canción All it Ever Was estaría en el videojuego Fifa 16.

## Discografía

### Álbumes de estudio
- Illumination (2010)[4]
- All Possible Futures (2015)

### EP
- Bravado (2008)
- The Shapes (2017)

### Sencillos
- "Sometimes" (2009)[5]
- "Moon Theory" (2010)[5]
- "I Look to You" (con Kimbra) (2010)[5]
- "Holidays" (con Alan Palomo) (2010)[5]
- "Summersun" (2011)[5]
- "Under the Milky Way" (2011) -- cover de The Church
- "Real Slow"  (con Sarah Chernoff) (2013)
- "Colours in the Sky" (con Cleopold) (2014)
- "Wild Motion (Set It Free)" (2014)
- "Love Like Mine" (con Cleopold) (2015)
- "Leila" (2017)

### Remixes
- Datarock – “Fa Fa Fa”
- Faker – “This Heart Attack”
- Grafton Primary – “I Can Cook”
- Midnight Juggernauts - “Road to Recovery”
- Codebreaker - “Exiled! (We Don't Need No)”
- Totally Michael – “Winona”
- Bloc Party – “The Prayer”
- Soft Tigers – “Mr. Ice Cream”
- The Dirty Secrets – “Five Feet Of Snow”
- The Presets – “Take Like That”
- Pnau – “Embrace” (Fred Falke & Miami Horror Remix)
- Tegan and Sara – “Walking With a Ghost”
- Gorillaz feat. Little Dragon – “Empire Ants” (Miami Horror Remix)
- Miami Horror – “Holidays” (Miami Horror & Cassian Remix)
- Surahn – Wonderful